# Cystogomphus
Genre
Le genre Cystogomphus est un genre monospécifique de la famille des Gomphidiaceae.

## Espèce
La seule espèce décrite est Cystogomphus humblotii, décrite par Rolf Singer en 1942 sur une récolte française, une espèce considérée alors comme introduite.
Selon Index Fungorum (28 octobre 2020) :
- Cystogomphus humblotii Singer 1942